# إديت دورون
إديت دورون (بالعبرية: עידית דורון‏) هي أكاديمية إسرائيلية، ولدت في 9 أبريل 1951 في القدس في إسرائيل، وتوفيت في 27 مارس 2019.